# Karel Skála (skaut)

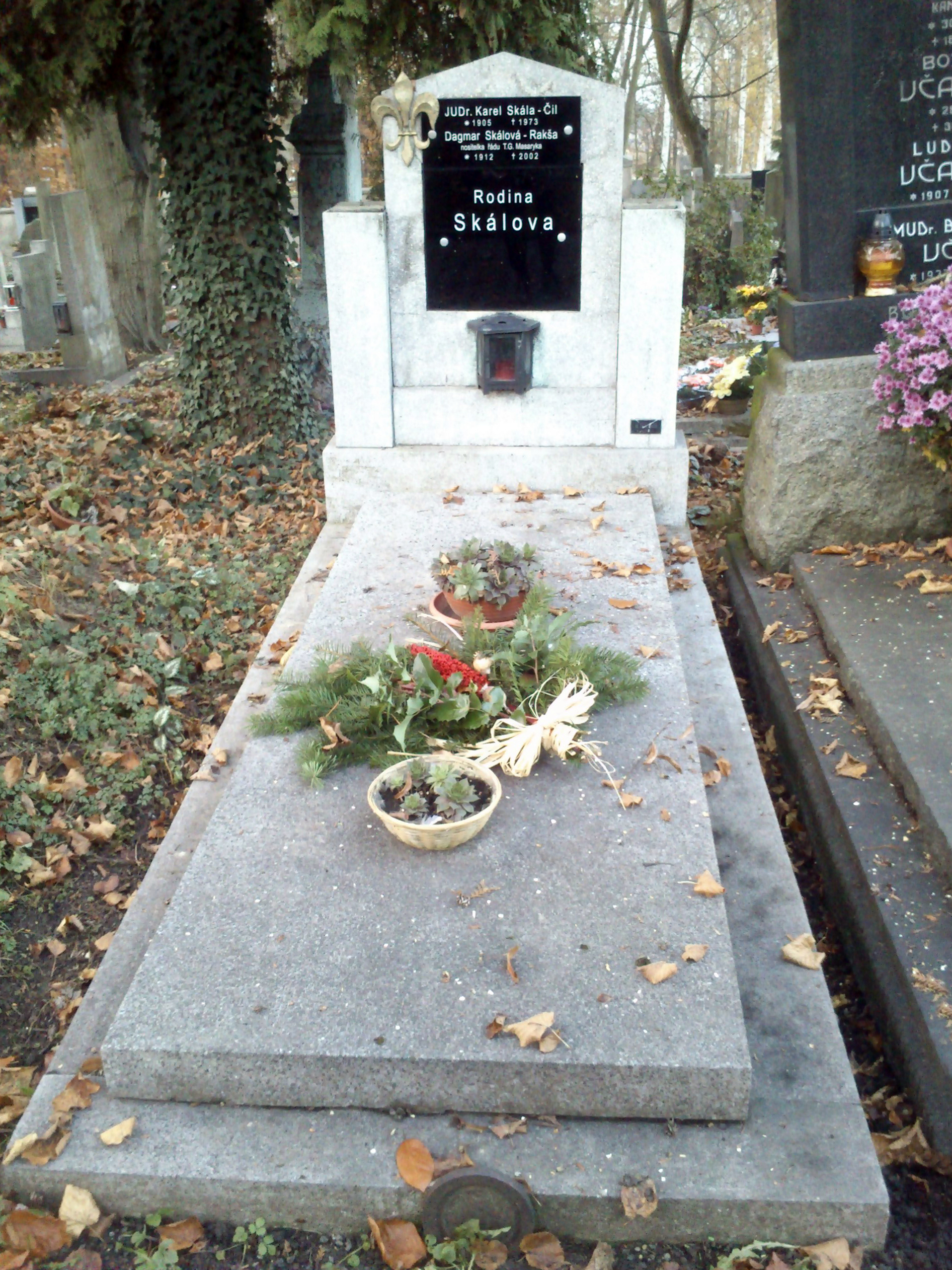
Hrob skautů Dagmar Skálové rozené Šimkové - Rakši a Karla Skály - Čila na Ústředním hřbitově v Plzni

Karel Skála – Číl (4. ledna 1905 Plzeň – 28. července 1973) byl skautský činovník, účastník třetího odboje a politický vězeň komunistického režimu.

## Život
Narodil se v Plzni, kde vedl skautský oddíl již v době studií na vysoké škole. Vystudoval Právnickou fakultu Univerzity Karlovy. Po přestěhování do Prahy založil se svou manželkou Dagmar nové středisko Šipka, které dokázalo fungovat i během zákazu Junáka za druhé světové války díky skrytí pod hlavičku Klubu českých turistů. Po válce působil jako velitel pražské oblasti Junáka. V Šipce tou dobou působil i mladý Václav Havel, který na něj vzpomínal jako na morální autoritu a vzor.
Po únorovém převratu se zapojil do protikomunistického odboje a plánování Prokešova puče. Do pomoci jeho organizátorům zapojil přes svou manželku Dagmar i stovky skautů; když byl puč v květnu 1949 prozrazen a zlikvidován Státní bezpečností, byl odsouzen na doživotí. Od nejvyššího trestu jej pravděpodobně zachránila manželka, která vzala většinu viny na sebe. Vězněn byl až do roku 1965.
Během obnovy Junáka v letech 1968–1970 byl opět navržen na předsedu pražské oblasti, ale nepřijal ji s ohledem na probíhající politickou rehabilitaci; zapojil se však do skautského vzdělávání, tři roky vedl Pražskou lesní školu a vůdcovské kurzy.
Zemřel roku 1973. Pohřben byl v rodinném hrobě na Ústředním hřbitově v Plzni.